# Apteromantis aptera
Apteromantis aptera se trata de un endemismo de la península ibérica. Es una de las dos especies dentro del género Apteromantis, siendo A. bolivari otro endemismo, del norte de África. Fue descrita por primera vez por Fuentes en 1893, quién lo agrupó dentro del género Ameles (como Ameles aptera) debido a su morfología similar. Sin embargo, pertenece a Apteromantis, siendo sus ojos alargados hacia el ápice, una de las características utilizadas para su distinción. Actualmente se encuentra protegida bajo cierta legislación española y es catalogada por la Lista Roja de la UICN con la etiqueta "LC". Su extensión principalmente abarca el Sur de la península.

## Características morfológicas
Suele presentar coloración verde, aunque también hay miembros grisáceos y marrones. Es de tamaño pequeño, siendo la longitud de las hembras mayor que la de los machos, llegando a máximos de 36mm y 28mm respectivamente. El pronoto también es mayor en hembras, hasta 8.5mm, y en machos hasta 6mm. Su cabeza, con forma triangular, acumula la mayor diferenciación frente a otros taxones. Sus dos ojos compuestos se ubican en el extremo superior, adquiriendo forma cónica (alargándose hacia arriba). Las antenas son más largas en machos que en hembras. Como su nombre indica, es áptero, es decir, hay ausencia de alas en ambos sexos y durante todos los estadios de su vida. Tampoco presenta élitros. La falta de estas estructuras se considera un limitante de la capacidad dispersiva de la especie.

## Distribución geográfica

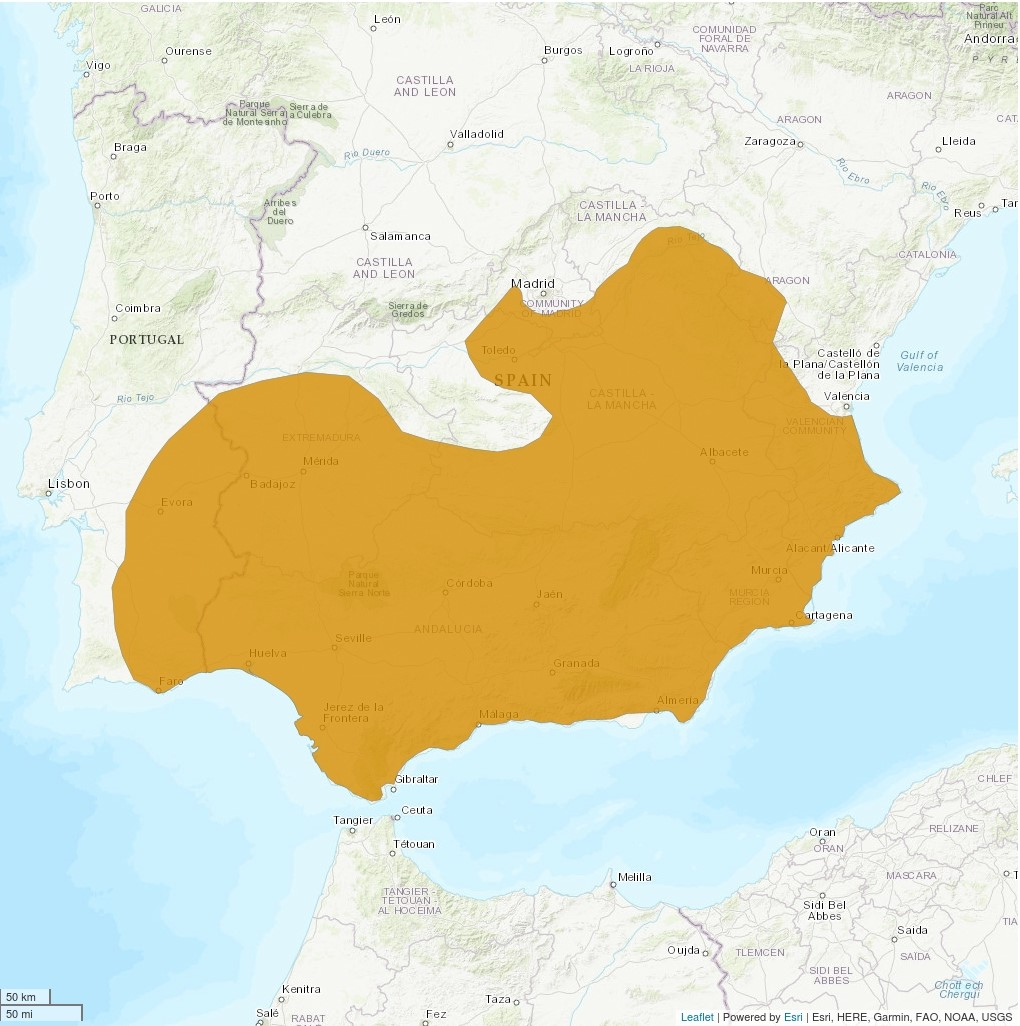
Distribución geográfica de Apteromantis aptera marcada en naranja.

La altitud no parece ser un factor limitante de la especie, encontrando poblaciones desde el nivel del mar hasta los 1300 metros. Los pisos bioclimáticos que le corresponden son el termomediterráneo y el mesomediterráneo. Vive en paisajes con pastizales bajos, que facilitan su ocultamiento debido a su coloración. Los cultivos de secano, matorrales, arbustos bajos de colinas secas y soleadas constituyen los hábitats donde ha sido catalogado.
En cuanto a su extensión geográfica, no se encuentra claramente limitada. Algunos expertos consideran que puede haber mayor número del que parece. Han tenido lugar redescubrimientos en la provincia de Córdoba, sirva de ejemplo la población hallada el municipio de Guadalcázar. Las poblaciones se encuentran aisladas, lo que dificulta el intercambio genético, siendo uno de sus limitantes la ausencia de alas. También hay ciertas barreras geográficas, como la autovía A-49. Se han catalogado núcleos, como manchas dispersas, lo que dificulta una aproximación de la extensión de la especie. En Andalucía se concentra la mayor extensión, sumando un total de 31 cuadrículas de un kilómetro cuadrado. En Castilla-La Mancha hay un total aproximado de cuatro cuadrículas de mismo tamaño, mientras que Extremadura y Comunidad de Madrid suman un total de tres. En los últimos años (2012) el número de poblaciones parece estar aumentando.

## Legislación
El estado de protección de A. aptera se encuentra dividido, a nivel regional, como sensible a la alteración de su hábitat, dentro del "Catálogo Español de Especies Amenazadas", y también a nivel regional. En Andalucía, en el "Catálogo Andaluz de Especies Amenazadas", con categoría “de interés especial”, misma categoría en el "Catálogo Regional de Especies Amenazadas de Castilla-La Mancha", y aparece en el "Catálogo Regional de Especies Amenazadas de Fauna y Flora Silvestres de la Comunidad de Madrid" como “en peligro de extinción”. La categoría UICN para España es VU B2ab(ii,iii). Además, se trata de la única mantis con protección iinternacional. Está presente en el Convenio de Berna, en los Anejos II y III, que, en España, están recogidos en el BOE núm. 235, "Instrumento de ratificación del Convenio relativo a la conservación de la vida silvestre y del medio natural en Europa", del 1 de octubre de 1986.